# 수도권 전철 서해선
수도권 전철 서해선(首都圈 電鐵 西海線)은 서해선의 일부 구간인 경기도 고양시 일산역과 안산시 원시역을 운행하고 있는 수도권 전철 운행 계통이다.

## 개요
- 2018년 6월 16일에 경기도 부천시의 소사역과 경기도 안산시의 원시역을 잇는 구간이 개통되었다교통정책과 철도팀 (2018년 2월 1일). “소사-원시 복선전철 올해 6월 개통”. 《미디어시흥》. 2018년 4월 6일에 확인함.</ref>2023년 7월 1일에 경기도 고양시 덕양구에 위치한 대곡역까지 노선이 추가 연장되었다. 2023년 8월 26일에는 경기도 고양시 일산서구에 위치한 일산역까지 노선이 추가 연장되었다. 다만 2018년 6월 16일에 개통한 서해선 광역전철 1단계 구간(소사~원시)의 역무 업무는 서울교통공사의 자회사인 서해철도에서 위탁 관리하고, 치안 서비스는 본래 국토교통부 산하의 서울지방철도특별사법경찰대에서 주로 담당하지만, 각 시도경찰청 관할 지하철경찰대도 관할권이 별개로 주어져 있다. 원시역 이후 구간은 서화성역까지 광역철도를 운행할 예정이다. 그 밖에 간선철도·화물열차도 운행된다. 신현 - 시흥시청 구간은 지상으로 그 외 구간은 지하며, 안산선과의 연결 선로가 설치되었다. 또한 신현 - 시흥시청 구간 사이에는 가칭 하중역이 들어설 예정이다. 안내에 사용되는 노선 색상은 ●라임색이다. 통행방향은 어디서든 좌측통행이다. 수도권 광역전철 경로만을 일컬어 통상적으로 '서해선'이라고도 한다.

## 연혁
- 1998년: 건설교통부의 수도권 광역교통 계획에 능곡~부천~안산을 잇는 노선 포함
- 2002년: 예비타당성조사 완료 (B/C 1.18)
- 2008년: 임대형 민간투자시설사업(BTL)으로 지정, 대우건설 컨소시엄이 우선협상자로 선정
- 2010년: 대우건설 컨소시엄이 설립한 이레일이 사업자로 선정
- 2011년 4월 22일: 착공
- 2013년 10월 21일: 사업용 철도노선 고시 및 역명 결정[3]
- 2017년 9월 4일: 시설물 검증 위한 시운전 실시
- 2017년 9월 5일: 서울교통공사, 이레일간의 소사-원시 복선전철 관리운영계약 체결[4]
- 2018년 1월 12일: 서울교통공사 자회사 소사원시선운영 설립[5]
- 2018년 4월 6일: 철도거리표 고시 및 소새울역, 시흥대야역, 시흥능곡역, 달미역, 초지역 역명 변경[6]
- 2018년 5월 15일: 시민 대상 무료 시승식 진행
- 2018년 6월 16일: 개통[7]
- 2019년 4월 17일: 철도 노선번호를 321로 변경[8]
- 2020년 11월 24일: 원곡역의 역명을 시우역으로 변경[9]
- 2021년 11월 14일: 대곡-소사선 김포공항역 ~ 능곡역 간 한강하저 터널 개통[10]
- 2023년 7월 1일: 소사역 ~ 대곡역 연장 구간 개통[11]
- 2023년 8월 26일: 대곡역 ~ 일산역 구간 개통[12]

## 차량
- 한국철도공사 391000호대 전동차 (4량 편성)

## 역 목록

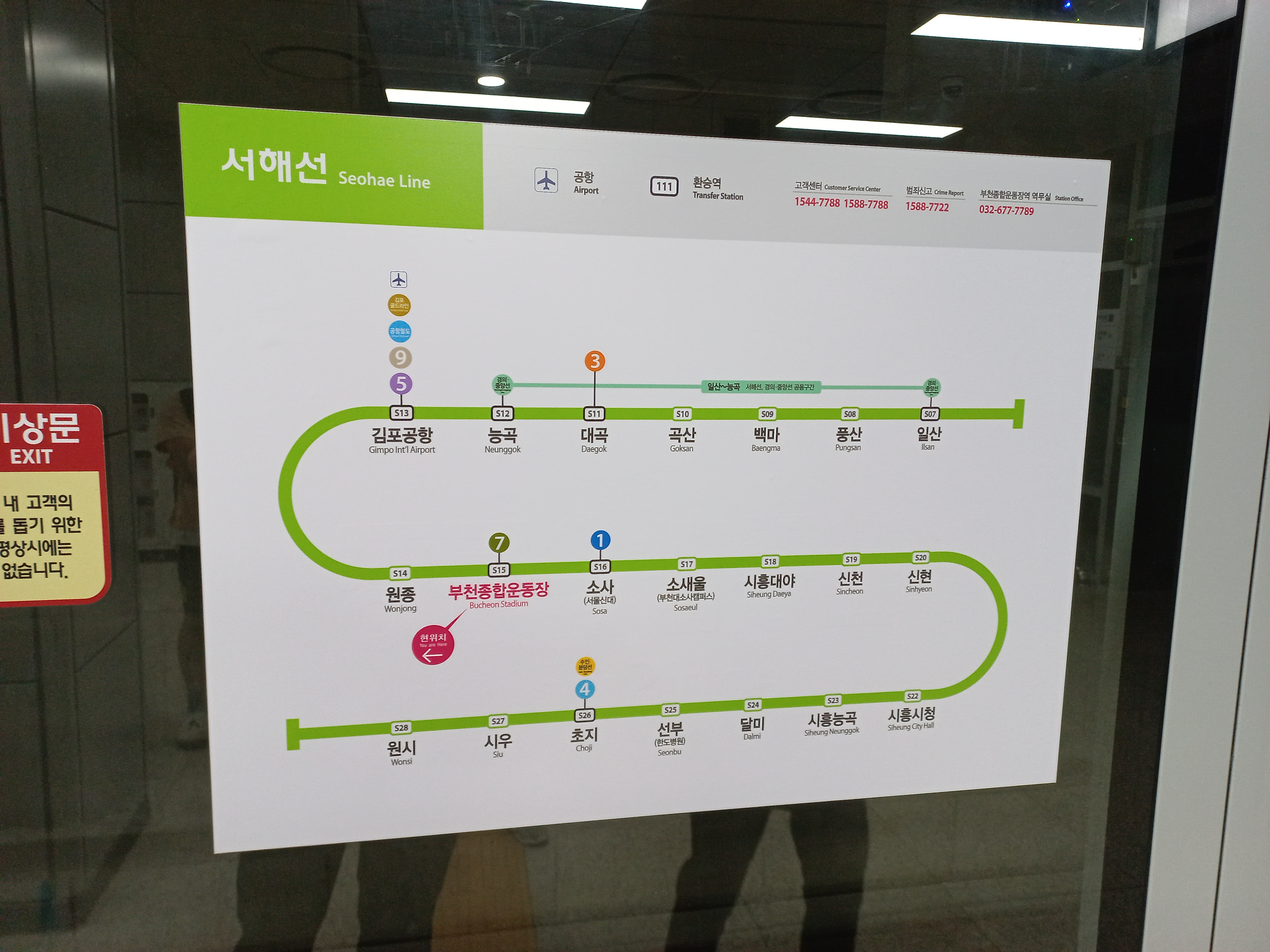
노선도

- ● 수도권 전철 경의·중앙선의 노선색으로 표시된 구간(일산-능곡)은 경의선과 선로를 공유한다. 미개통 구간은 기울임꼴로 표기함.

| 노선   | 역 번호 | 역명           | 로마자 역명              | 한자 역명      | 역간 거리 | 누적 거리 | 접속 노선                                                                  | 소재지     | 소재지 | 비고 |
| ------ | ------- | -------------- | ------------------------ | -------------- | --------- | --------- | -------------------------------------------------------------------------- | ---------- | ------ | ---- |
| 경의선 | S07     | 일산           | Ilsan                    | 一山           | 0.0       | 0.0       | ● 수도권 전철 경의·중앙선                                                  | 경기도     | 고양시 |      |
| 경의선 | S08     | 풍산           | Pungsan                  | 楓山           | 1.9       | 1.9       |                                                                            | 경기도     | 고양시 |      |
| 경의선 | S09     | 백마           | Baengma                  | 白馬           | 1.7       | 3.6       |                                                                            | 경기도     | 고양시 |      |
| 경의선 | S10     | 곡산           | Goksan                   | 谷山           | 1.6       | 5.2       |                                                                            | 경기도     | 고양시 |      |
| 경의선 | S11     | 대곡           | Daegok                   | 大谷           | 1.7       | 6.9       | ● 수도권 전철 3호선 ● 수도권 광역급행철도 A노선 교외선                     | 경기도     | 고양시 |      |
| 경의선 | S12     | 능곡           | Neunggok                 | 陵谷           | 1.8       | 8.7       | ● 수도권 전철 경의·중앙선                                                  | 경기도     | 고양시 |      |
| 서해선 | S13     | 김포공항       | Gimpo Int'l Airport      | 金浦空港       | 7.4       | 16.1      | ● 수도권 전철 5호선 ● 서울 지하철 9호선 ● 인천국제공항철도 ● 김포 도시철도 | 서울특별시 | 강서구 |      |
| 서해선 | S14     | 원종           | Wonjong                  | 遠宗           | 4.3       | 20.4      |                                                                            | 경기도     | 부천시 |      |
| 서해선 | S15     | 부천종합운동장 | Bucheon Stadium          | 富川綜合運動場 | 2.1       | 22.5      | ● 서울 지하철 7호선                                                        | 경기도     | 부천시 |      |
| 서해선 | S16     | 소사           | Sosa                     | 素砂           | 2.7       | 25.2      | ● 수도권 전철 1호선                                                        | 경기도     | 부천시 |      |
| 서해선 | S17     | 소새울         | Sosaeul                  | -              | 1.7       | 26.9      |                                                                            | 경기도     | 부천시 |      |
| 서해선 | S18     | 시흥대야       | Siheung Daeya            | 始興大也       | 2.1       | 29.0      |                                                                            | 경기도     | 시흥시 |      |
| 서해선 | S19     | 신천           | Sincheon                 | 新川           | 1.4       | 30.4      |                                                                            | 경기도     | 시흥시 |      |
| 서해선 | S20     | 신현           | Sinhyeon                 | 新峴           | 3.3       | 33.7      |                                                                            | 경기도     | 시흥시 |      |
| 서해선 | S22     | 시흥시청       | Siheung City Hall        | 始興市廳       | 3.6       | 37.3      |                                                                            | 경기도     | 시흥시 |      |
| 서해선 | S23     | 시흥능곡       | Siheung Neunggok         | 始興陵谷       | 1.3       | 38.6      |                                                                            | 경기도     | 시흥시 |      |
| 서해선 | S24     | 달미           | Dalmi                    | -              | 2.4       | 41.0      |                                                                            | 경기도     | 안산시 |      |
| 서해선 | S25     | 선부           | Seonbu                   | 仙府           | 1.6       | 42.6      |                                                                            | 경기도     | 안산시 |      |
| 서해선 | S26     | 초지           | Choji                    | 草芝           | 1.7       | 44.3      | ● 수도권 전철 4호선 ● 수도권 전철 수인·분당선                              | 경기도     | 안산시 |      |
| 서해선 | S27     | 시우           | Siu                      | 時雨           | 1.4       | 45.7      |                                                                            | 경기도     | 안산시 |      |
| 서해선 | S28     | 원시           | Wonsi                    | 元時           | 1.5       | 47.2      |                                                                            | 경기도     | 안산시 |      |
| 서해선 |         | 국제테마파크   | International Theme Park | 國際―          |           |           |                                                                            | 경기도     | 화성시 |      |
| 서해선 |         | 서화성         | Seohwaseong              | 西華城         |           |           |                                                                            | 경기도     | 화성시 |      |
| 서해선 |         | 화성시청       | Hwaseong City Hall       | 華城市廳       |           |           |                                                                            | 경기도     | 화성시 |      |
| 서해선 |         | 향남           | Hyangnam                 | 鄕南           |           |           |                                                                            | 경기도     | 화성시 |      |

## 논란
방화대교 밑으로 우회하여 수도권철도차량정비단을 지하로 통과해 행신역 부근을 지하로 통과하여, 행신동 주민들이 행신역에 정차할 것을 강하게 요구하고 있다.
2023년으로 연기되면서 공기지연으로 인해 지체상금 지불하게 되었고, 사업비 규모가 커 지체 보상금은 최소 수 백억원 규모에 이를 것으로 추산된다.
소사원시선 선정 과정에서 대우건설 컨소시엄이 940.48점으로 포스코건설 컨소시엄의 936.9점을 근소하게 제쳤으나, 대우건설이 0점 처리 되어야 하였던 항목에서 19.71점을 얻는 등의 문제가 드러나고 이 과정에서 뇌물을 주었다는 의혹이 나왔다. 재판은 2011년 무혐의로 종결되었으나 대우건설이 8천만 원을 건넨 사실이 뒤늦게 밝혀졌다. 한편 이 사업의 선정 과정에 국가정보원장 원세훈이 관여했다는 제보도 나왔다.
서해선의 배차간격이 길다는 지적이 아주 많다.

## 같이 보기
- 서해선